# New Museum
El New Museum, fundat el 1977 per Marcia Tucker, és un museu de la Ciutat de Nova York ubicat al número 235 de Bowery, al Lower East Side de Manhattan. És un centre d'art contemporani que intenta presentar propostes contemporànies provinents de tot el món.

## Col·lecció
Quan va fundar el museu, Marcia Tucker va decidir que compraria obres i que les vendria 10 anys més tard, per tal que la col·lecció sempre fos nova. Tot i ser un pla innovador, mai es va dur a terme. L'any 2000 el museu va acceptar la seva primera donació corporativa de peces. El museu ara té una col·lecció modesta d'aproximadament 1.000 obres d'art en diversos formats. El 2004 va unir forces amb el Museu d'Art Contemporani de Chicago i amb el Hamemer Museum de Los Angeles dins aixecant 110,000$ de dues fundacions -- 50,000$ de la Fundació de Centre americana i 60,000$ de la Fundació familiar Peter Norton —per ajudar pagar nous encàrrecs d'obres a nous artistes emergents.